# Middy Morgan
Maria Morgan, més coneguda com a Middy Morgan   (Cork, 22 de novembre de 1828 - 1 de juny de 1892) va ser una periodista irlandesa, considerada la primera dona en escriure sobre esports en un mitjà de comunicació. Va créixer envoltada de cavalls a la finca familiar dels seus pares a Irlanda i en va esdevenir una experta. El seu gran coneixement va cridar fins i tot l'atenció del rei Víctor Manuel II.
Després de traslladar-se als Estats Units, va obtenir feina com a periodista al The New York Times. Va ser molt respectada com una de les millors en el seu camp i s'adaptà fàcilment a altres àmbits, com ara concursos de gossos, gats i cavalls. Va guanyar-se gran reputació com a experta en concursos bovins i va escriure en moltes publicacions nacionals com New York Herald, Live-stock Reporter, American Agriculturist o Country Gentleman, entre d'altres. Després d'un temps, Morgan va progressar professionalment per tal d'orientar-se a d'altres esports hípics, com ara curses de cavalls.
Diversos col·legues van reconèixer-la com la millor dona periodista de la seva generació.